# Bande dessinée serbe
 (octobre 2012).
Si vous disposez d'ouvrages ou d'articles de référence ou si vous connaissez des sites web de qualité traitant du thème abordé ici, merci de compléter l'article en donnant les références utiles à sa vérifiabilité et en les liant à la section « Notes et références ».
La bande dessinée serbe recouvre les productions de langues serbe et serbo-croate.

## Histoire
Dès le XIXe siècle apparaissent des caricatures dans les journaux et des magazines pour enfants ; la Première Guerre mondiale met un frein à son développement . Avec la création du royaume des Serbes, Croates et Slovènes, qui marque le retour à la paix et la venue de nombreux émigrés de Russie, apparaît ce qui peut être appelé « l'âge d'or de la BD » en ce pays.

### Avant 1941

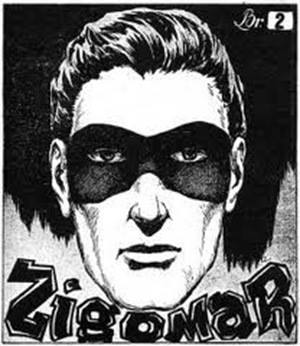
Zigomar

Les pionniers de ce temps furent des auteurs comme :
- Dorde Lobacev avec le Baron de Münchhausen, Bas Celik, Le fils du cheik, Le maître de la mort ;
- Serge Soloviev avec Big Kid, Robin des bois, Ivanhoé, Buffalo Bill ;
- Constantin Kusnejecov et des titres comme Comtesse Margo, L'histoire extraordinaire du tsar Saltan, Bohémiens, Trois vies, La reine des spadassins ;
- Nicolas Navojev avec Zigomar[1] ou Tarzanetta, Le petit marin, Le jeune Bartulo ;
- Ivan Sensin et ses créations comme Le bon soldat Sjek, Le bossu de Notre-Dame, Bison Rouge ;
- Alxeïe Ranher et sa version de Révisor et Les Misérables.

Il y eut aussi des traductions du Journal de Mickey introduisant des séries tel Popeye, Prince Vaillant, Le Fantôme, Flash Gordon entre 1935 et 1941.

### L'aprèsSeconde Guerre mondiale
Beaucoup d'auteurs connurent une fin tragique ou furent bannis ; de plus, le gouvernement communiste voyait d'un mauvais œil cette influence occidentale. Mais dans les années 1970, un second âge d'or vit le jour avec des titres comme Mirko and Slavko, Cat Claw et une version serbe de Tarzan . L’influence italienne se fait par des titres d'Alan Ford, Il Grande Blek ou Zagor.

### Depuis les années 1990
Beaucoup disparurent après la crise des années 1990, pourtant en 1995 Luxor comic publie deux titres Génération Tesla et Borci Sumraka de super-héros mais les titres disparurent faute de ventes.
Une nouvelle résurgence depuis 2006, chez Luxor comic avec des titres comme Facteur 4 ou Wild Magic cette dernière basée sur la mythologie serbe.

## Films dérivés
- Mirko and Slavko en 1973;
- Billy the Spit en 1986 ;
- City Cat en adaptation télévisée en 1991 ;
- Technotise de Technotise en 2008 ;

## Les écoles de bande-dessinée en Serbie
- L'école de la bande dessinée et de l'illustration Georges Lobacev qui se trouve au centre culturel des étudiants de Belgrade et un département à Novi Sad appelé Dragon sous la direction de Vladimir Vesovic.
- L'école de la bande dessinée de Leskovac sous la direction de Marko Stojanovic et Srdjan Nikolic.
- Le département des Arts appliqués[2] option graphisme appliqué à la B.D de la faculté de Belgrade.
- Le département des arts dramatiques option scène artistique de la faculté de Belgrade.

## Quelques auteurs
- Vladimir Aleksić alias "Alexis Alexander" ;
- Saša Arsenić ;
- Siniša Banović ;
- Milisav Banković ;
- Tiberiu Beka ;
- Lazar Bodroža ;
- Dragan Bosnić ;
- Kristijan Cvejić alias Dikeuss ;
- Tihomir Čelanović alias "Tiho" ;
- Mirko Čolak ;
- Toni Fejzula ;
- Aleksa Gajić ;
- Vukašin Gajić ;
- Igor Dedić ;
- Denis Dupanović ;
- Mladen Đurović ;
- Gani Jakupi ;
- Zoran Janjetov ;
- Goran Josić ;
- Milan Jovanović ;
- Branislav Kerac ;
- Csaba Kopeczky ;
- Bojan Kovačević alias "Boyan" ;
- Dražen Kovačević ;
- Vladimir Krstić alias "Laci" ;
- Dragan Lazarević alias Dragan de Lazare ;
- Nikola Maslovara ;
- Đorđe Milosavljević ;
- Danilo Milošev alias "Wostok" ;
- Rajko Milošević alias "R. M. Guéra" ;
- Miroljub Milutinović alias "Brada" ;
- Miriana Mislov ;
- Dejan Nenadov ;
- Srdjan Nicolić alias Peka ;
- Željko Pahek ;
- Zoran Penevski ;
- Darko Perović ;
- Leonid "Léo" Pilipović ;
- Toni Radev ;
- Živorad Radivojević ;
- Vujadin Radovanović ;
- Siniša Radović ;
- Dušan Reljić ;
- Boban Savić alias "Geto" ;
- Gradimir Smudja ;
- Goran Skrobonja ;
- Sibin Slavković ;
- Zoran Stefanović ;
- Ivica Stevanović ;
- Marko Stojanović ;
- Rade Tovladijac ;
- Zoran Tucić ;
- Jovan Ukropina ;
- Vladimir Vesović ;
- Milorad Vicanović alias "Maza" ;
- Nikola Vitković ;
- Bojan Vukić ;
- Saša Rakezić alias "Aleksandar Zograf" ;
- Zdravko Zupan

## Séries serbe
- B.D strip ;
- Le Troisième Argument
- La bourse des Dardanelles ;
- Cobra ;
- Les combattants du crépuscule ;
- Dikan ;
- Facteur 4 ;
- Génération Tesla ;
- Cat Clow ;
- Mirko et Slavko ;
- Technotize ;
- Vekovnici ;
- Wild magic .